# 表面重力
天體或其他物體的表面重力（代表符號 g）是物體在其表面所受到的重力加速度。表面重力可以被認為是由假設性的非常接近天體表面，且不擾動系統和質量可忽略的試驗粒子受到重力影響時產生的加速度。
表面重力是以加速度的單位進行量測，国际单位制下表面重力單位是米每二次方秒。它也可使用地球表面標準重力 g = 9.80665 m/s2 的倍數表示。在天文物理學中，表面重力可使用對數，即 log g 表示；這個形式的表面重力單位是以CGS制的釐米每二次方秒表示，再取該值的以10為底對數。因此，不管是以國際單位或CGS制表示，特定天體上任何物體的表面重力都是相同的；並且因為1 m/s2 = 100 cm/s2，地球的表面重力以CGS制表示的值為980.665 cm/s2，或者以對數（log g）表示為2.992。
白矮星的表面重力極高，而中子星的表面重力又遠高於白矮星。中子星因為密度極高，使它的表面重力超過1×1012 m/s²，最高可達到7×1012 m/s²（超過地球的1011倍）。如此巨大的表面重力讓中子星的脫離速度高達約100,000 km/s，大約是光速的三分之一。

## 質量、半徑和表面重力
| 天體   | 表面重力  |
| ------ | --------- |
| 太陽   | 28.02     |
| 水星   | 0.38      |
| 金星   | 0.90      |
| 地球   | 1.00      |
| 月球   | 0.165     |
| 火星   | 0.38      |
| 火衛一 | 0.0005814 |
| 穀神星 | 0.0275    |
| 木星   | 2.53      |
| 木衛一 | 0.183     |
| 木衛二 | 0.134     |
| 木衛三 | 0.15      |
| 木衛四 | 0.126     |
| 土星   | 1.07      |
| 土衛六 | 0.14      |
| 天王星 | 0.89      |
| 海王星 | 1.14      |
| 海衛一 | 0.0797    |
| 冥王星 | 0.067     |
| 阋神星 | 0.0677    |

根據牛顿万有引力定律，物體上的重力強度與其質量成正比，例如一個物體質量如為另一物體的兩倍，所受到的重力也為另一物體兩倍。牛頓萬有引力定律也遵循平方反比定律，例如距離為原始距離兩倍時，重力就是原本的四分之一，如為10倍距離則重力為原始的百分之一。光的強度變化同樣遵循平方反比定律，即距離光源越遠，光強度就以指數關係下降。
恆星或行星等大型天體的形狀經常是最接近流體靜力平衡的球狀（天體表面任一點的重力勢能均相等）。在小尺度範圍中，天體地勢較高的地形被侵蝕，而被侵蝕流失的物質將會沉積在地勢較低處。大尺度狀態下行星或恆星本身會持續變形，直到達到平衡狀態為止。對於大多數天體而言，這裡所說的結果就是行星或恆星在低速自轉時的形狀將是接近完美的球體。不過，年輕、大質量恆星的自轉赤道方位角速度可能會相當高（可達200 km/s以上），這會造成相當明顯的赤道隆起現象。高速自轉造成赤道隆起的恆星著名例子有水委一、河鼓二、軒轅十四A、織女一和VFTS 102。
事實上，大多數的大型天體是近似球體的，因此可以容易算出天體的表面重力。在球對稱球體外部的物體所受到來自球體的重力和球體質量都集中在球心時是相同的，而這項定理是由艾萨克·牛顿所確認。因此，已知質量的行星或恆星的表面重力大致和半徑呈平方反比關係，並且已知平均密度的天體其表面重力將與半徑大致成正比。例如太陽系外行星格利泽581c的質量至少是地球的5倍，但它的表面重力不太可能是地球的5倍。如果該行星的質量如預期的約地球的5倍，並且是有巨大鐵核心的岩石行星，其半徑就應該比地球大50%。如果是這樣的話，格利泽581c的表面重力大約是地球的2.2倍。如果格利泽581c主要是水或冰組成的，它的半徑就可能達到約地球的2倍，也因此其表面重力可能不超過地球的1.25倍。
這些表面重力比例可用公式 g = m/r2 計算。其中 g 代表物體在天體表面的表面重力，以地球表面重力的倍數表示，m 則是天體質量，以地球質量（5.976·1024 kg）的倍數表示，而 r 則是天體表面，以平均地球半徑（6,371 km）表示。例如火星的質量是6.4185·1023 kg = 0.107 M⊕，半徑是3,390 km = 0.532 {\displaystyle R_{\oplus }}。因此火星重力計算結果如下：
{\displaystyle {\frac {0.107}{0.532^{2}}}=0.38}
即火星表面重力為地球的0.38倍。
如果不以地球為參考天體，其他天體的表面重力可使用牛顿万有引力定律直接計算，即以下公式：
{\displaystyle g={\frac {GM}{r^{2}}}}
公式中 M 是天體質量、r 是天體半徑、G 則是万有引力常数。如果以 ρ = m/V 代表天體的平均密度，上述公式則可表示如下：
{\displaystyle g={{\frac {4\pi }{3}}G\rho r}}
因此，當平均密度固定時，表面重力 g 和半徑 r 成正比。
由於重力和距離的平方成反比，地球表面上方160公里的太空站的重力幾乎和在地球表面相差無幾。太空站不會往地表落下的原因不在於它不受重力影響，但它是在一個自由落體的軌道。

## 非球對稱天體
大多數真實天體的形狀並非絕對球對稱。造成這現象的其中一個原因是因為天體通常會自轉，這代表天體會受到重力和離心力的合力影響。這會造成恆星和行星變成扁橢球體，使天體赤道的表面重力低於兩極。這個效應在科幻小說作家哈爾·克萊門特的作品《重力使命》中被提及，書中的巨大行星因為自轉速度極快，造成兩極表面重力遠高於赤道表面重力。
非球對稱狀況也可延伸到天體的內部質量分布與對稱模型不同時的狀況，科學家則可藉由量測天體表面重力以推論天體內部結構，並且早已有實際應用。1915到1916年間，厄特沃什·羅蘭發明的扭秤被用來在今日斯洛伐克格貝利附近尋找石油, p. 1663;, p. 223.。1924年扭秤被用在探勘美國德克薩斯州奈許穹丘的油田位置, p. 223.。
上述的重力量測方式有時可以用來計算在大自然中不存在的假設存在的單純物體表面重力。對無限平面、管狀、線形、中空球殼、圓錐體，甚至不切實際的結構之表面重力量測也許可幫助更加了解實際結構的狀況。

## 黑洞的表面重力
在相對論中，牛頓的加速度概念將無法明確定義。對於必須是相對論性天體的黑洞，其表面重力就無法以物體在黑洞表面的重力加速度定義。這是因為在相對論中，物體的加速度在黑洞的事件視界上將會無限大。所以必須要使用一個重整化的值以對應非相對論性下的牛頓理論加速度概念。這個值一般是區域性的固有加速度（在事件視界發散）乘以重力紅移因數（在事件視界為0）。在史瓦西解中，這個表面重力值在數學上可以良好地用值非0的半徑和質量表示。
當提到黑洞的表面重力，其中一個定義是以類似牛頓力學的表面重力形式表示，但兩者並不相同。事實上，一般來說黑洞的表面重力並無法明確定義。然而，科學家是以基靈視界定義黑洞事件視界的表面重力。
靜態基靈視界的表面重力 {\displaystyle \kappa } 是加速度，並且要讓物體停留在視界上的值必須是無限大。在數學上如果 {\displaystyle k^{a}} 是一個合適的基靈向量，表面重力可使用以下公式表示：
{\displaystyle k^{a}\nabla _{a}k^{b}=\kappa k^{b}},
以上方程式在基靈視界適用。對於靜態和漸進平坦時空，必須要選擇歸一化狀態，因此 {\displaystyle k^{a}k_{a}\rightarrow -1}，而 {\displaystyle r\rightarrow \infty }，而且 {\displaystyle \kappa \geq 0}。對於史瓦西解，我們設定 {\displaystyle k^{a}} 是時間平移的基靈向量 {\displaystyle k^{a}\partial _{a}={\frac {\partial }{\partial t}}}；而更常見的克尔-纽曼解則是 {\displaystyle k^{a}\partial _{a}={\frac {\partial }{\partial t}}+\Omega {\frac {\partial }{\partial \phi }}}，即在視界上為0時的時間平移和軸對稱基靈向量的線性組合, 其中 {\displaystyle \Omega } 是角速度。

### 史瓦西解
由於 {\displaystyle k^{a}} 是一個基靈向量 {\displaystyle k^{a}\nabla _{a}k^{b}=\kappa k^{b}} 隱含 {\displaystyle -k^{a}\nabla ^{b}k_{a}=\kappa k^{b}}。在座標 {\displaystyle (t,r,\theta ,\phi )} 中 {\displaystyle k^{a}=(1,0,0,0)}。將前述公式以 {\displaystyle v=t+r+2M\ln |r-2M|} 進行座標轉換為愛丁頓－芬克爾斯坦座標使維度以 {\displaystyle ds^{2}=-\left(1-{\frac {2M}{r}}\right)dv^{2}+2dvdr+r^{2}(d\theta ^{2}+\sin ^{2}\theta d\phi ^{2})} 表示。
根據座標的一般轉換，基靈向量轉換為 {\displaystyle k^{v}=A_{t}^{v}k^{t}}，而向量 {\displaystyle k^{a'}=(1,0,0,0)}、{\displaystyle k_{a'}=\left(-1+{\frac {2M}{r}},1,0,0\right)}。
考量到 b=v，代入 {\displaystyle k^{a}\nabla _{a}k^{b}=\kappa k^{b}} 可得到微分方程式 {\displaystyle -{\frac {1}{2}}{\frac {\partial }{\partial r}}\left(-1+{\frac {2M}{r}}\right)=\kappa }。
因此，帶有質量 {\displaystyle M} 的史瓦西解是 {\displaystyle \kappa ={\frac {1}{4M}}}。

### 克尔-纽曼解
克尔-纽曼度规的表面重力則表示為：
{\displaystyle \kappa ={\frac {r_{+}-r_{-}}{2(r_{+}^{2}+a^{2})}}={\frac {\sqrt {M^{2}-Q^{2}-J^{2}/M^{2}}}{2M^{2}-Q^{2}+2M{\sqrt {M^{2}-Q^{2}-J^{2}/M^{2}}}}}},
其中 {\displaystyle Q} 是電荷、{\displaystyle J} 是角動量。因此定義兩個視界的位置是 {\displaystyle r_{\pm }:=M\pm {\sqrt {M^{2}-Q^{2}-J^{2}/M^{2}}}}，其中 {\displaystyle a:=J/M}。

### 動態黑洞
靜態黑洞的表面重力能被明確界定，這是因為每個靜態黑洞都有一個基靈視界。近年學界轉而認定動態黑洞時空的表面重力不符合基靈向量。近年已有數位科學家發表數種不同定義，但尚未對動態黑洞的表面重力定義達成共識，如果其中一像是正確的話。

## 外部連結
- Newtonian surface gravity （页面存档备份，存于）